# Чанкири
Чанкири (тур. Çankırı) — місто в Туреччині, столиця ілу Чанкири. Розташований в 140 кілометрах на північний схід від Анкари, на одній з приток річки Кизилирмак.
В античності Чанкири був відомий як Гангри (Гангра) і Германікополіс (Германополіс).

## Історія
Найраніші відомості про поселення містяться у Страбона і відносяться до рубежу III—II століть до н. е., коли Гангри були резиденцією пафлагонських царів. З тих пір поселення було свідком гегемонії багатьох культур і рас, серед яких були хетти, перси, древні греки, парфяни, понтійські греки, галати, римляни, візантійці, сельджуки і, нарешті, турки-османи. До сих пір слід багатьох з них можна побачити в обрисах міста.
За царя Пафлагонії Дейотара поселення ще називалося Гангри, що можна перевести як «коза». Після його смерті воно увійшло до складу римської провінції Галатії і незабаром було названо на честь імператора Клавдія Германікополісом. З цього часу місто зайняло своє сучасне місце розташування, тоді як до римлян головне поселення знаходилося на височини.
У IV столітті н. е. в Ганграх відбувся помісний собор — важлива подія з життя християнської церкви.
Османськими Чанкири стали в XIV столітті, коли їх захопив султан Мурад I. У 1402 році місто було завойоване Тамерланом, проте в 1439 році повернуто султаном Мехмедом I.
В кінці XIX століття населення Чанкири налічувало близько 16 тисяч осіб. У 1927 році чисельність скоротилася до 8847 осіб, але потім почала відновлюватися: 10 235 (1940 рік) 26 124 (1970 рік), 45 496 (1990 рік).